# 莱图拉耶
莱图拉耶（法語：Les Tourailles，法語發音：[le tuʁaj] ⓘ）是法国奥恩省的一个旧市镇，位于该省西北部，属于阿让唐区。2016年1月1日，莱图拉耶和相邻的另外7个市镇合并为新市镇阿蒂斯-瓦勒德鲁夫尔（Athis-Val de Rouvre）。

## 地理
莱图拉耶（48°45'21"N, 0°24'4"W）面积2.46 平方千米，位于法国诺曼底大区奧恩省，该省份为法国西北部内陆省份，北起顺时针与卡爾瓦多斯省、厄尔省、厄尔-卢瓦省、萨尔特省、马耶讷省和芒什省接壤。
与莱图拉耶接壤的市镇（或旧市镇、城区）包括：拉卡尔内耶、迪尔塞、圣奥诺里内-拉吉洛姆、圣奥波蒂娜。

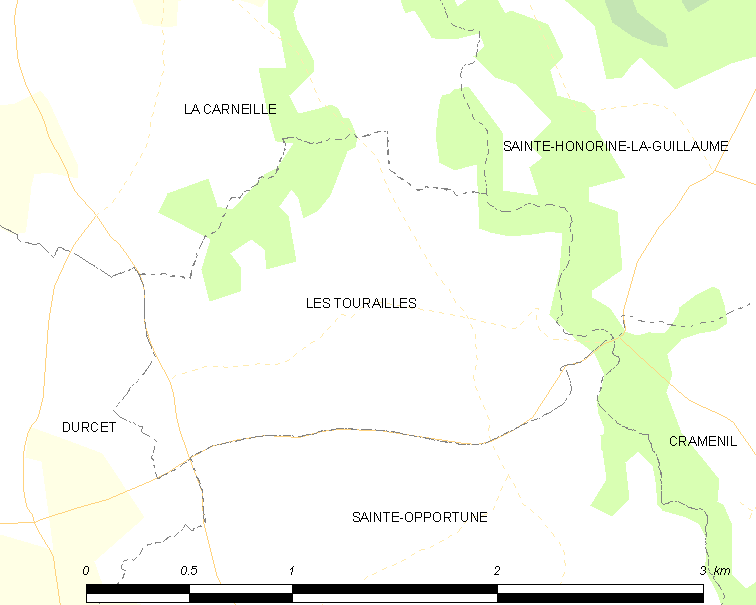
莱图拉耶的OSM定位图

莱图拉耶的时区为UTC+01:00、UTC+02:00（夏令时）。

## 行政
莱图拉耶的邮政编码为61100，INSEE市镇编码为61489。

## 政治
莱图拉耶所属的省级选区为阿蒂斯-瓦勒德鲁夫尔县。

## 人口

1962-2008年间莱图拉耶人口变化图示

莱图拉耶于2018年1月1日时的人口数量为59人。